# The Lost
The Lost è un film thriller del 2006 diretto da Chris Sivertson e tratto dal omonimo romanzo di Jack Ketchum.

## Trama
Ray Pye è un giovane di provincia viziato e presuntuoso, che cerca di avere tutto quello che vuole grazie ai suoi modi spacconi e violenti. Con questi modi riesce a mascherare le sue malefatte e i suoi crimini, anche violenti, grazie soprattutto al timore e alla paura che i suoi amici e i suoi conoscenti provano nei suoi riguardi. Ma il suo equilibrio mentale incomincerà a vacillare quando iniziare a capire che il mondo non gira intorno a lui e che i suoi crimini non possono rimanere per sempre impuniti.

## Riferimenti
- In una scena viene citato il film Lo squalo.
- In una delle scene finali del film vengono citati il serial killer Charles Manson e l'assassinio dell'attrice Sharon Tate.